# 暫定規制値
暫定規制値（ざんていきせいち、暫定的規制値、暫定基準値、暫定限度などとも）とは、法律自体による規制が無いところに、通達などの形で示される運用上の暫定的な規制値の慣例的な呼称。暫定規制値という明確な規定、概念がある訳ではないが、本項で解説する。
暫定と称しながら、下記のPCBの例のように、30年以上有効なものもある。

## 暫定規制値の例
- 食品に含まれる放射能。食品衛生法の項に解説。
  - 1986年にチェルノブイリ原子力発電所事故以後定められた、輸入される食品の放射能についてのもの。
  - 2011年の福島第一原子力発電所事故以後定められた、食品の放射能についてのもの。
- PCB
  - 1972年に定められた、食品中の濃度についてのもの。PCBを見よ。
  - 1975年に定められた、底質(いわゆるヘドロ)についてのもの。底質暫定除去基準を見よ。